# Aleiodes graphicus
Aleiodes graphicus är en stekelart som först beskrevs av Cresson 1872.  Aleiodes graphicus ingår i släktet Aleiodes och familjen bracksteklar. Inga underarter finns listade i Catalogue of Life.